# Nancy Kleniewski
Nancy Kleniewski é uma socióloga e administradora académica norte-americana que foi presidente da Universidade Estadual de Nova York em Oneonta.

## Carreira
Kleniewski é uma socióloga e ocupou cargos administrativos na Universidade de Massachusetts Lowell e na Universidade Estadual de Nova York em Geneseo. Ela foi reitora e vice-presidente de assuntos académicos no Bridgewater State College. De 2008 a 2018, Kleniewski foi presidente da Universidade Estadual de Nova York em Oneonta. Ela foi a primeira mulher nesse papel em Oneonta.

## Vida pessoal
Kleniewski foi criada em Rhode Island. Ela é casada com Bill Davis. Eles mudaram-se para a costa de Rhode Island após a sua aposentadoria em 2018.

## Trabalhos selecionados
- Kleniewski, Nancy (1997). Cities, Change, and Conflict: A Political Economy of Urban Life (em inglês). [S.l.]: Wadsworth Publishing Company. ISBN 978-0-534-24775-1
- Shannon, Thomas R.; Kleniewski, Nancy; Cross, William M. (1997). Urban Problems in Sociological Perspective (em inglês). [S.l.]: Waveland Press. ISBN 978-0-88133-959-8